# Асфоделус дудчатый
Асфоделус дудчатый (лат. Asphodelus fistulosus) — вид растений семейства Ксанторреевые (Xanthorrhoeaceae).

## Описание
Многолетнее, иногда однолетнее растение высотой от 15 до 90 (150) см. Листья, соединяющиеся в корнях, до 45 × 0,4–0,5 см, полуцилиндрические, сине-зелёные. Стебель безлистный, полый и разветвлённый, редко простой. Шесть лепестков 7,5–13,5 × 3–6 мм белые или бледно-розовые с розовыми, зелёными или коричневыми жилками. Капсулы 4–5,5 мм, почти шаровидные. Период цветения длится с марта по май.

## Распространение
Вид распространён в Северной Африке (Алжир, Марокко, Тунис), Западной Азии (Кипр, Египет — Синай, Израиль, Иордания, Ливан, Сирия, Турция), Южной Европе (страны бывшей Югославии, Греция, Италия, Франция, Португалия, Гибралтар, Испания). Натурализован в некоторых других странах, также культивируется. Растёт преимущественно на песчаных почвах.

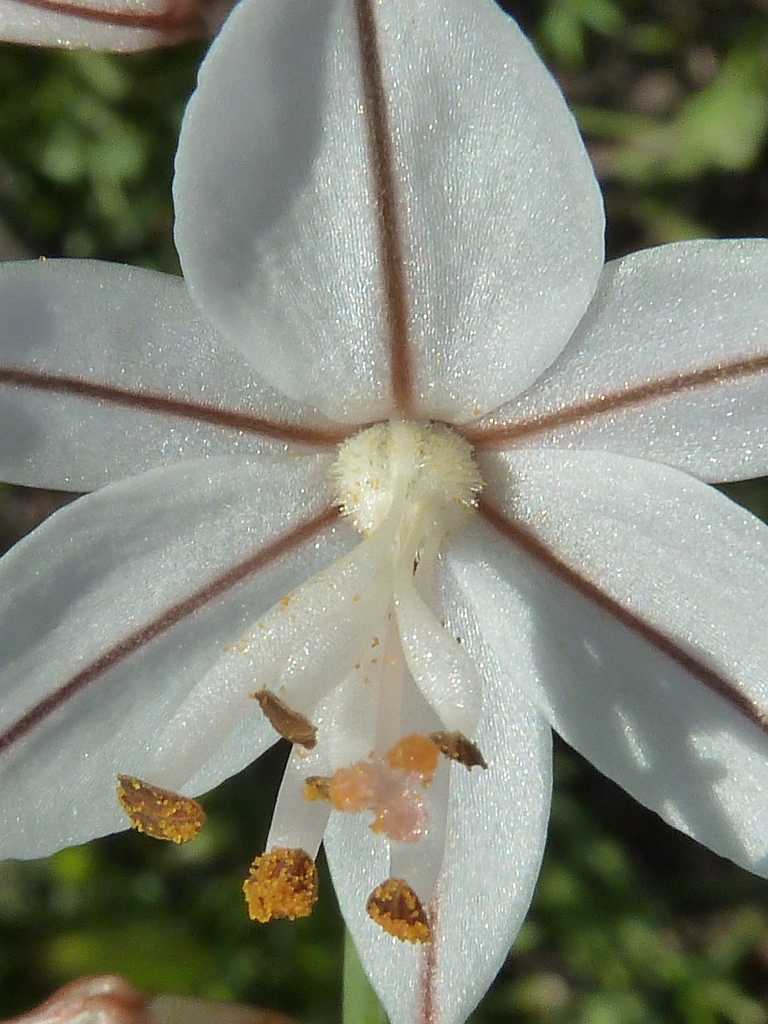
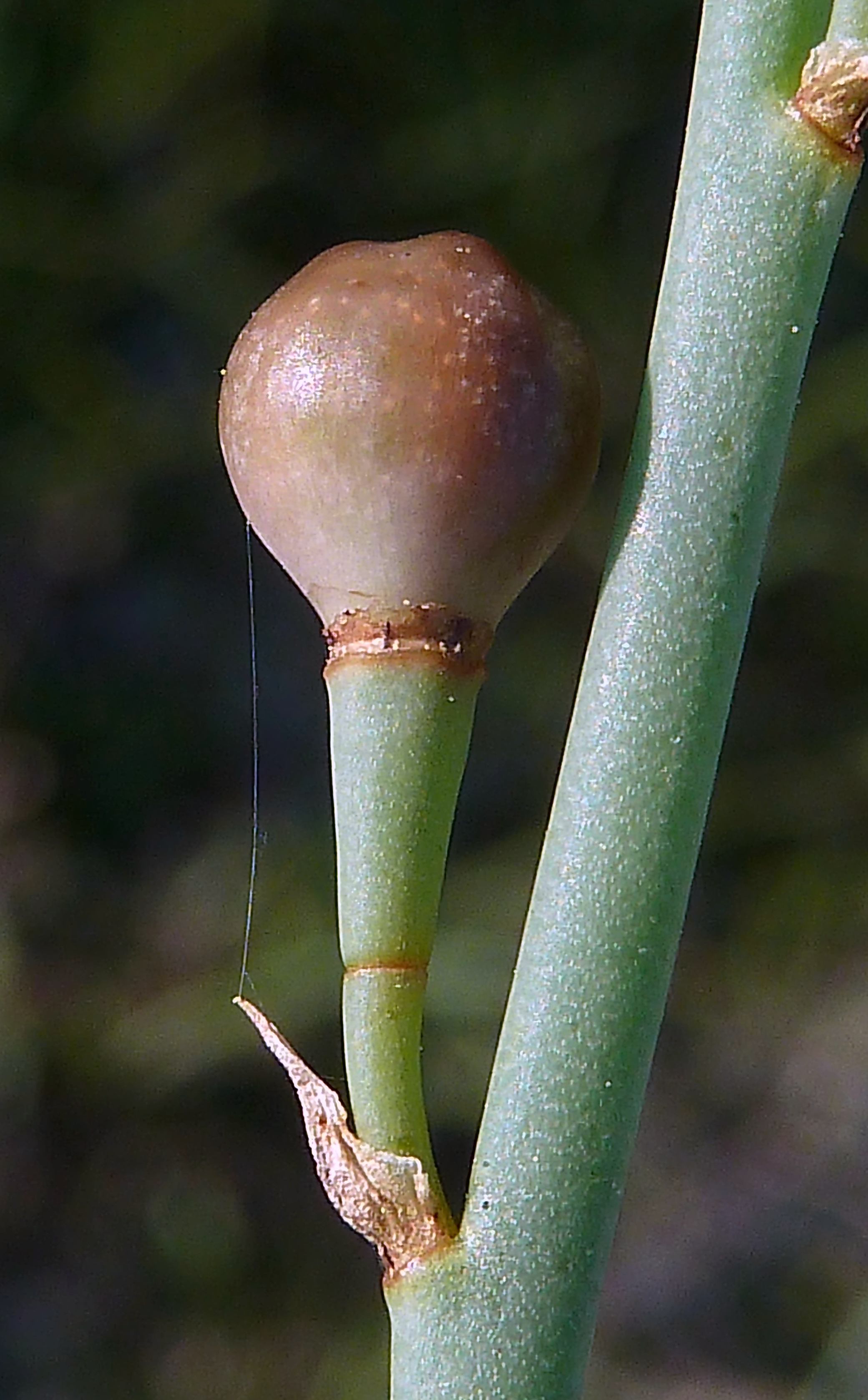
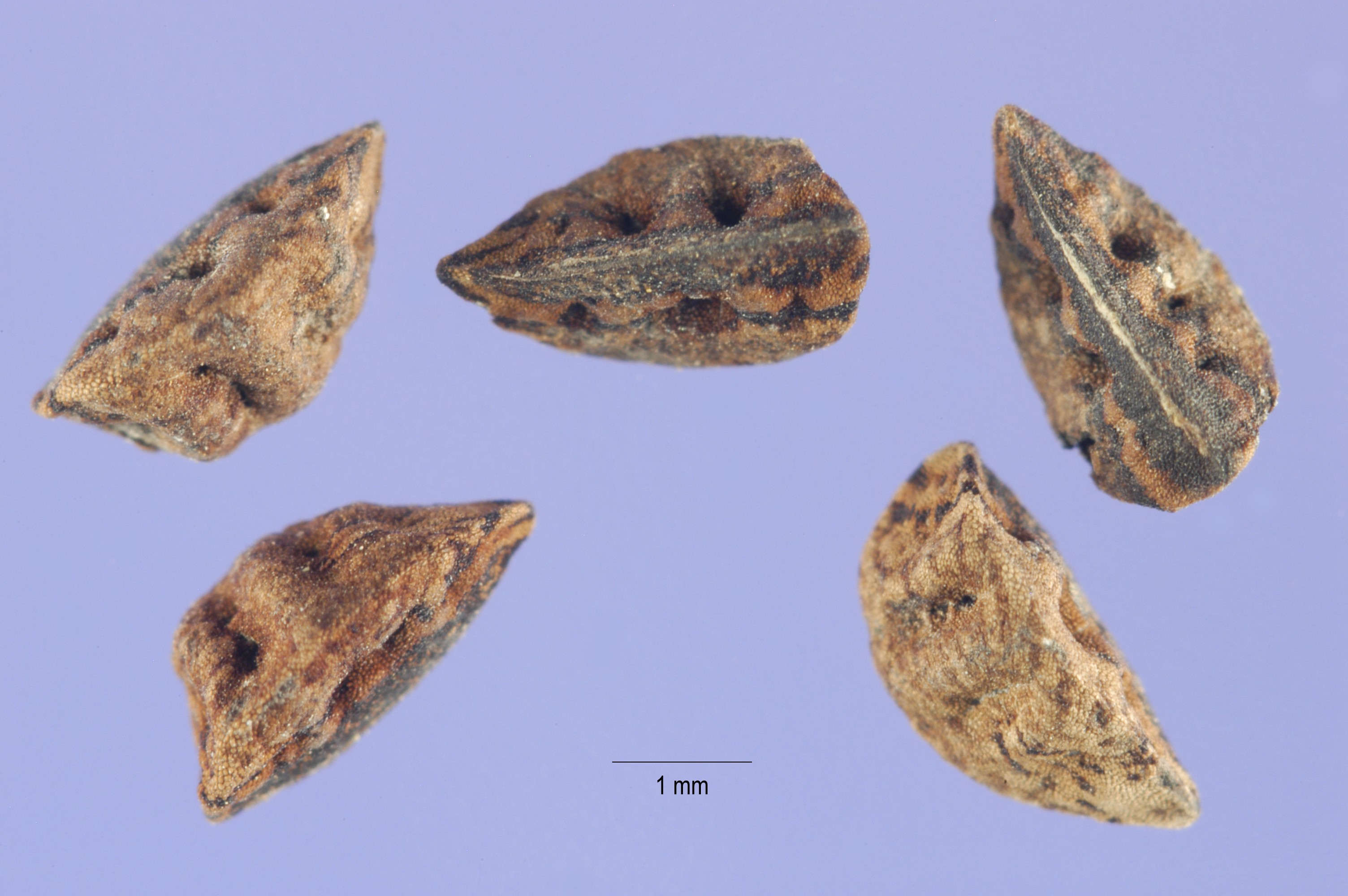